# 여상규
여상규(余尙奎, 1948년 9월 15일 ~ , 하동)는 대한민국의 판사 출신 정치인이다. 제18대·19대·20대 국회의원이다.

## 학력
- 1962년 악양국민학교 졸업
- 1965년 악양중학교 졸업
- 1968년 경남고등학교 졸업
- 1977년 서울대학교 법과대학 법학과 수석 졸업

## 경력
- 1978.3: 제 20회 사법고시 합격
- 1980: 사법연수원 수료(10기)
- 1980 ~ 1990: 서울형사지방법원 판사
- 1990 ~ 1993.1: 서울고등법원 판사
- 1993 ~ : 방일영 문화재단 이사
- 1998.10: 법무법인 한백 대표변호사
- 1998 ~ 2003.2: 사법연수원 외래교수
- 2001.3 ~ 2005.6: 여성부 남녀차별개선위원
- 2001.7 ~ 2002.2: 사법시험 출제위원
- 2002.4 ~ 2006.3: 조선일보 독자권익보호위원
- 2005.10 ~ 2009.10 국가인권위원회 조정위원
- 2007.7: 국세심사위원
- 2008.5 ~ 2012.5: 제 18대 국회의원 (경남 남해군하동군/한나라당)
- 2008.8 ~ 2012.5: 국회 농림수산식품위원회 위원
- 2008.8 ~ 2010.5: 국회 윤리특별위원
- 2008.9 ~ 2009.5: 국회 여수세계박람회지원특별위원
- 2008.9 ~ 2010.9: 한나라당 인권위원회 위원
- 2009.11 ~ 2010.8: 한나라당 지방자치안전위원회 위원장
- 2010.1 ~ 2012.5: 한나라당 사법제도개선특별위원
- 2010.3 ~ 2010.6: 국회 사법제도개혁특별위원
- 2010.6 ~ 2012.5: 국회 예산결산특별위원 (계수조정위원)
- 2010.8 ~ 2011.7: 한나라당 법률지원단장
- 2011.3 ~ 2011.12: 국회 정치개혁특별위원
- 2011.5 ~ 2011.6: 국회 대법관인사청문특별위원
- 2011.6 ~ 2011.7: 한나라당 전당대회 선거관리위원
- 2011.7 ~ 2011.8: 국회 법제사법위원(법무부장관,검찰총장 인사청문)
- 2012.6 ~ 2012.8: 새누리당 대선후보 경선관리위원회 위원
- 2012.5 ~ 2016.5: 제 19대 국회의원 (경남 사천시남해군하동군/새누리당)
- 2012.7 ~ 2013.5: 새누리당 정책위원회 부의장
- 2012.07 ~ 2013.03: 제19대 국회 지식경제위원회 새누리당 간사
- 2012.09 ~ 2012.12: 새누리당 국민행복추진위원회 지역발전추진단 단장
- 2013.4 ~ 2016.5: 제19대 국회 산업통상자원위원회 새누리당 간사
- 2013.5 ~ 2016.12: 새누리당 제4정책조정위원회 부위원장
- 2013.5: 새누리당 대표최고위원 비서실장
- 2014.06 ~ 2016.05: 제19대 국회 후반기 산업통상자원위원회 위원
- 2015.12: 새누리당 중앙윤리위원회 위원장
- 2016.5 ~ 2020.05: 제20대 국회의원 (경남 사천시남해군하동군/자유한국당)
- 2016.06 ~ 2018.05: 제20대 국회 전반기 법제사법위원회 위원
- 2017.10 : 자유한국당 정치보복대책특별위원회 자문위원
- 2017.12 ~ 2018.12: 자유한국당 사법정책자문단장 겸 정책위원회 부의장
- 2018.07 ~ 2020.05: 제20대 국회 후반기 법제사법위원회 위원장
- 2018.12 ~ 2020.02: 자유한국당 경남도당 사천·남해·하동 당협위원장
- 미래한국당 선거대책위원회 상임고문
- 법무법인 한백 자문변호사
- 2023.03 ~ 대한민국헌정회 사무총장
- 2024.05 ~ 2024.07: 국민의힘 당헌당규개정특별위원회 위원장

## 상훈
- 1977 국무총리표창 (서울법대 수석 졸업)
- 2005 국민훈장 목련장 수훈

## 사건

### "교육용 위장전입은 처벌하면 안돼" 발언
2011년 8월 4일 여상규 한나라당 의원은 "우선 관행적인 자녀학업을 위한 관행적인 주민등록법 위반, 소위 위장전입이라고 하는 이 부분에 관해 지금까지 그런 사건을 주민등록법 위반으로 처벌한 사례가 없고, 오히려 국민의 법 감정상 그런 것을 처벌하는 것이 이상한 것"이라며 한상대 검찰총장 후보자를 감쌌다. 그는 또 한 후보자가 권재진 법무장관 후보자와 비슷한 시기에 '제주 오피스텔'을 구입해 의혹을 사는 데 대해서도 "오피스텔 구입은 같은 직장인끼리 사거나 가까운 친구끼리 사는 것은 당연한 상식"이라며 "그것을 두고 신조어까지 써며 매도할 일은 아니라고 생각한다"고 감쌌다.

### 증여세 탈루 의혹
20억원에 이르는 임야를 아들에게 증여하는 과정에서 세금 탈루를 위해 편법으로 명의신탁을 했다는 의혹을 받고 있다. 여상규 의원은 경기도 양평군 양서면 증동리 2번지 임야 3954m2를 재산신고하였는데 이 땅은 애초 서울 송파구에 거주하는 방아무개씨의 소유였다가 2003년 9월 ‘매매’에 의해 지역 토박이인 박아무개씨의 명의로 이전된다. 그러나 이 땅의 실제 소유주는 여 의원의 아들인 여아무개(31)씨였던 것으로 추정된다. 박씨가 방씨에게 이 땅을 포함한 6개 필지를 매입한 당일에 아들 여씨가 이 땅을 담보로 박씨에게 20억원의 근저당을 설정했기 때문이다. 지역 부동산업자 등을 서류상의 땅임자로 신고한 뒤, 근저당을 설정하는 것은 1995년 시행된 부동산 실명제를 피해가기 위해 자주 사용되는 편법이다. 땅을 매입할 당시 아들 여씨는 스물한살이었기 때문에 이 재산은 사실상 부친인 여 후보자로부터 증여받은 재산으로 추정된다. 여씨는 2003년 증여세 등 세금을 납부한 실적이 없다.

### 바른정당 집단 탈당 사태
2016년 12월 박근혜-최순실 게이트를 계기로 새누리당을 탈당하여 바른정당에 입당했으나, '보수단일화를 통해 정권창출을 하기 위해' 2017년 5월 바른정당을 탈당했다.

### 석달윤 1심 무기징역 판결
1980년 국가안전기획부와 검찰이 서울지방경찰청 정보과에서 근무하던 석달윤(昔達胤)을 간첩 방조 혐의로 기소한 1심 판결에서 여상규 판사가 무기징역을 선고했다. 석달윤은 1998년 가석방됐고, 중앙정보부 수사관의 고문으로 인한 허위 자백이라 주장하여 2009년 재심에서 무죄를 선고받았다. 2018년 1월 SBS <그것이 알고싶다>에서 여상규 의원은 재심이라는 제도가 있는 이상 무죄를 받을 수도 있다면서 고문을 당했는지는 모르겠다고 답했다. 제작진이 "1심 판결로 한 분의 삶이 망가졌다. 책임은 느끼지 못하나"라고 재차 따져 묻자 여상규 의원은 "웃기고 앉아있네, 이 양반 정말"이라고 버럭 화를 내며 전화를 끊었다.
방송이 나간 이후부터 여 의원의 페이스북에는 7,400개가 넘는 댓글이 달렸다. 댓글은 대부분 여 의원을 비난하는 글이었다. 정치권에서도 비판이 이어졌다. 여당인 민주당의 손혜원, 진선미, 정청래 의원 등도 여 의원을 비판하였고, 한때 몸담았던 바른정당의 권성주 대변인도 "1980년대 불법 구금과 고문 속에 무고한 피해자를 만들어냈던 당시 판사가 그 책임을 묻는 기자에게 '웃기고 앉아있네'라며 대화를 끊던 모습은 '안하무인' 그 자체였다"며 "억울하게 인생을 망친 피해자에게 사과와 위로의 한마디를 할 수 없는 것인가. 여전히 정신 못 차리는 제1야당"이라고 비판했다.

## 역대 선거 결과
|  | 56.73% |

|  | 50.30% |

|  | 54.83% |

## 소속 정당
| 소속 정당 | 소속 정당  | 소속 기간 | 비고                |
| --------- | ---------- | --------- | ------------------- |
|           | 한나라당   | 2008~2012 | 정계 입문           |
|           | 새누리당   | 2012~2016 | 당명 변경           |
|           | 무소속     | 2016~2017 | 탈당                |
|           | 바른정당   | 2017      | 창당                |
|           | 무소속     | 2017      | 탈당                |
|           | 자유한국당 | 2017~2020 | 복당                |
|           | 미래통합당 | 2020      | 합당                |
|           | 무소속     | 2020      | 탈당                |
|           | 미래한국당 | 2020      | 입당                |
|           | 미래통합당 | 2020      | 합당                |
|           | 국민의힘   | 2020~현재 | 당명 변경 정계 은퇴 |

## 같이 보기
- 남해군·하동군 (1988년 선거구)
- 남해군의 국회의원
- 하동군의 국회의원
- 사천시·남해군·하동군
- 사천시의 국회의원